# Górnik Radlin
El Górnik Radlin es una entidad polideportiva, con sede en la ciudad de Radlin, en Polonia. Cuenta con una sección de fútbol, voleibol, natación y gimnasia. El equipo de fútbol llegó a jugar en la Ekstraklasa, y el equipo de voleibol actualmente juega en la segunda división del país.

## Equipo de fútbol
El Górnik Radlin nació en 1923, y alcanzó la Ekstraklasa en 1930. El mayor logro del equipo fue cuando quedó en tercer lugar en 1951. Tras una mala temporada, el Górnik Radlin terminó en la I Liga y cuatro años después, descendió a la II Liga, aunque volvió a ascender a la máxima categoría en 1958. Tras varios años de altibajos en la Ekstraklasa y en la I liga, bajó a la III Liga. Desde entonces, se ha mantenido en las categorías inferiores del país hasta hoy en día.

### Palmarés
- Campeón de la I Liga (1): 1958.

## Equipo de voleibol
El comienzo de la sección de volebiol del Górnik Radlin se remonta a 1979, cuando el KS Górnik Radlin fundó su sección de voleibol. En el año 2000, el club recibió la oferta de jugar en la remodelada Polska Liga Siatkówki de voleibol. Tras varios años jugando en la Serie B, ascendió por primera vez en la temporada 2005-06. Aun así, regresó a la categoría de plata después de haber jugado tan solo un año en la PlusLiga.